# Список депутатов Парламента Молдовы VII созыва (2009—2010)
Список депутатов Парламента Республики Молдова VII созыва, избранных на досрочных выборах 29 июля 2009 года и действовавших до досрочных выборов 28 ноября 2010.

## Резюме
В связи с тем, что избранный 5 апреля Парламент был распущен, так как ему не удалось избрать Президента Республики Молдова, 29 июля 2009 года в Республике Молдова состоялись парламентские выборы (досрочные), на которых был избран новый состав Парламента. В выборах приняли участие 10 конкурентов (к концу кампании их осталось 8). Явка избирателей составила 58,77%, а депутатские мандаты распределились следующим образом: Партия коммунистов Республики Молдова — 48 мандатов, Либерал-демократическая партия Молдовы — 18, Либеральная партия Молдавии — 15, Демократическая партия Молдовы — 13 и Альянс «Наша Молдова» — 7.
8 августа 2009 года было подписано Соглашение о создании Альянса за европейскую интеграцию, созданного Либерально-демократической партией Молдовы, Либеральной партией, Демократической партией Молдовы и Альянсом «Наша Молдова». Четыре партии проголосовали 25 сентября 2009 года за инвеституру правительства во главе с Владимиром Филатом, в которое вошли 3 депутата от ЛДПМ, 3 депутата от ДПМ и по одному от ЛПМ и АНМ. Они отказались от своих мандатов в качестве депутата в пользу должностей министров.

## Парламентские фракции
- Структура Парламента к началу созыва:

| 48   | 18   | 15  | 13  | 7   |  |
| ПКРМ | ЛДПМ | ЛПМ | ДПМ | АНМ |  |

- Структура Парламента к концу созыва:

| 43   | 18   | 15  | 13  | 7                  | 5   |  |
| ПКРМ | ЛДПМ | ЛПМ | ДПМ | неприсоединившиеся | АНМ |  |

## Список депутатов
| №   | Фамилия, Имя        | Место жительства                  | Год рождения | Партия | Деятельность |
| 1   | Владимир Воронин    | Кишинёв                           | 1941         | ПКРМ   | инженер-экономист, государственный и политический деятель, действующий Президент Республики Молдова, Председатель Парламента Республики Молдова |
| 2   | Зинаида Гречаный    | Кишинёв                           | 1956         | ПКРМ   | экономист, депутат парламента Республики Молдова                                                                                                |
| 3   | Владимир Цуркан     | Кишинёв                           | 1954         | ПКРМ   | юрист, первый вице-председатель парламента Республики Молдова                                                                                   |
| 4   | Виктор Мындру       | Кишинёв                           | 1959         | ПКРМ   | инженер-технолог, депутат парламента Республики Молдова                                                                                         |
| 5   | Марк Ткачук         | Кишинёв                           | 1966         | ПКРМ   | историк, депутат парламента Республики Молдова                                                                                                  |
| 6   | Игорь Додон         | Кишинёв                           | 1975         | ПКРМ   | экономист, первый вице-премьер-министр, министр экономики и торговли Республики Молдова                                                         |
| 7   | Владимир Витюк      | Бельцы                            | 1972         | ПКРМ   | экономист, депутат парламента Республики Молдова                                                                                                |
| 8   | Виктор Степанюк     | Кишинёв                           | 1958         | ПКРМ   | педагог, доктор исторических наук, вице-премьер-министр Республики Молдова                                                                      |
| 9   | Евгения Остапчук    | Кишинёв                           | 1947         | ПКРМ   | инженер-технолог, депутат парламента Республики Молдова                                                                                         |
| 10  | Владимир Еремчук    | Окница                            | 1951         | ПКРМ   | медик-санитар, депутат парламента Республики Молдова                                                                                            |
| 11  | Мария Постойко      | Кишинёв                           | 1950         | ПКРМ   | юрист, депутат парламента Республики Молдова |
| 12  | Иван Калин          | Кишинёв                           | 1935         | ПКРМ   | агроном, депутат парламента Республики Молдова                                                                                                  |
| 13  | Галина Балмош       | Страшены                          | 1961         | ПКРМ   | филолог, министр социальной защиты, семьи и ребёнка Республики Молдова                                                                          |
| 14  | Валентин Гузнак     | Кишинёв                           | 1961         | ПКРМ   | инженер-механик, юрист |
| 15  | Анатолий Попушой    | Кишинёв                           | 1949         | ПКРМ   | агроном, депутат парламента Республики Молдова                                                                                                  |
| 16  | Дмитрий Тодорогло   | Кишинёв                           | 1944         | ПКРМ   | агроном, депутат парламента Республики Молдова                                                                                                  |
| 17  | Григорий Петренко   | Кишинёв                           | 1980         | ПКРМ   | экономист, вице-председатель Парламента Республики Молдова                                                                                      |
| 18  | Василий Шова        | Кишинёв                           | 1959         | ПКРМ   | юрист, министр реинтеграции Республики Молдова                                                                                                  |
| 19  | Светлана Русу       | Флорешты                          | 1972         | ПКРМ   | врач, депутат парламента Республики Молдова |
| 20  | Юрий Мунтян         | Кишинёв                           | 1972         | ПКРМ   | экономист, депутат парламента Республики Молдова                                                                                                |
| 21  | Игорь Время         | с. Мерешены, Хынчештский район    | 1973         | ПКРМ   | юрист, депутат парламента Республики Молдова |
| 22  | Вероника Абрамчук   | Кишинёв                           | 1958         | ПКРМ   | историк, депутат парламента Республики Молдова                                                                                                  |
| 23  | Алёна Бабюк         | Бричаны                           | 1969         | ПКРМ   | педагог, депутат парламента Республики Молдова                                                                                                  |
| 24  | Елена Боднаренко    | Сороки                            | 1965         | ПКРМ   | экономист, депутат парламента Республики Молдова                                                                                                |
| 25  | Вадим Мишин         | Кишинёв                           | 1945         | ПКРМ   | юрист, депутат парламента Республики Молдова |
| 26  | Алла Мироник        | Кишинёв                           | 1941         | ПКРМ   | педагог, депутат парламента Республики Молдова                                                                                                  |
| 27  | Василий Иовв        | Кишинёв                           | 1942         | ПКРМ   | инженер-технолог, депутат парламента Республики Молдова                                                                                         |
| 28  | Светлана Попа       | Кишинёв                           | 1964         | ПКРМ   | математик, муниципальный советник Кишинёва |
| 29  | Виолета Иванова     | Кишинёв                           | 1967         | ПКРМ   | инженер-эколог, министр экологии и природных ресурсов Республики Молдова                                                                        |
| 30  | Раиса Спиновская    | с. Кочиеры, Дубоссарский район    | 1972         | ПКРМ   | экономист, депутат парламента Республики Молдова                                                                                                |
| 31  | Анатолий Загородный | Хынчешты                          | 1973         | ПКРМ   | юрист, депутат парламента Республики Молдова |
| 32  | Антон Мирон         | Кишинёв                           | 1941         | ПКРМ   | агроном, депутат парламента Республики Молдова                                                                                                  |
| 33  | Ирина Влах          | Комрат, Гагаузия                  | 1974         | ПКРМ   | юрист, депутат парламента Республики Молдова |
| 34  | Олег Рейдман        | Кишинёв                           | 1952         | ПКРМ   | радиофизик, депутат парламента Республики Молдова                                                                                               |
| 35  | Оксана Раду         | Унгены                            | 1976         | ПКРМ   | юрист, государственный деятель |
| 36  | Зинаида Киструга    | Кишинёв                           | 1954         | ПКРМ   | педагог, генеральный директор Лицензионной палаты Республики Молдова                                                                            |
| 37  | Людмила Бельченкова | Кишинёв                           | 1972         | ПКРМ   | историк, депутат парламента Республики Молдова                                                                                                  |
| 38  | Геннадий Морков     | Дрокия                            | 1965         | ПКРМ   | врач, депутат парламента Республики Молдова |
| 39  | Оксана Доменти      | Кишинёв                           | 1972         | ПКРМ   | экономист, депутат парламента Республики Молдова                                                                                                |
| 40  | Инна Шупак          | Кишинёв                           | 1984         | ПКРМ   | антрополог, депутат парламента Республики Молдова                                                                                               |
| 41  | Юрий Стойков        | Калараш                           | 1955         | ПКРМ   | инженер-механик, депутат парламента Республики Молдова                                                                                          |
| 42  | Штефан Григорьев    | Каушаны                           | 1949         | ПКРМ   | физик, депутат парламента Республики Молдова |
| 43  | Эдуард Мушук        | Кишинёв                           | 1975         | ПКРМ   | экономист, предприниматель |
| 44  | Пётр Порческу       | Страшены                          | 1953         | ПКРМ   | кадастровый инженер, депутат парламента Республики Молдова                                                                                      |
| 45  | Татьяна Ботнарюк    | Дондюшаны                         | 1967         | ПКРМ   | педагог, государственный деятель |
| 46  | Олег Бабенко        | Кишинёв                           | 1968         | ПКРМ   | историк, депутат парламента Республики Молдова                                                                                                  |
| 47  | Наталья Высотина    | Кишинёв                           | 1970         | ПКРМ   | педагог, депутат парламента Республики Молдова                                                                                                  |
| 48  | Олег Гаризан        | с. Копчак, Гагаузия               | 1971         | ПКРМ   | историк, депутат парламента Республики Молдова                                                                                                  |
| 49  | Владимир Филат      | Кишинёв                           | 1969         | ЛДПМ   | юрист, депутат парламента Республики Молдова |
| 50  | Александр Тэнасе    | Кишинёв                           | 1971         | ЛДПМ   | юрист, депутат парламента Республики Молдова |
| 51  | Михай Годя          | Кишинёв                           | 1974         | ЛДПМ   | педагог, депутат парламента Республики Молдова                                                                                                  |
| 52  | Лилиана Палихович   | Кишинёв                           | 1971         | ЛДПМ   | педагог, депутат парламента Республики Молдова                                                                                                  |
| 53  | Виталий Нагачевский | Кишинёв                           | 1965         | ЛДПМ   | юрист, депутат парламента Республики Молдова |
| 54  | Юрий Цап            | Флорешты                          | 1955         | ЛДПМ   | педагог, примар Флорешт |
| 55  | Кэлин Виеру         | Кишинёв                           | 1965         | ЛДПМ   | врач, депутат парламента Республики Молдова |
| 56  | Ион Балан           | с. Лингура, Кантемирский район    | 1962         | ЛДПМ   | агроном, депутат парламента Республики Молдова                                                                                                  |
| 57  | Владимир Хотиняну   | Кишинёв                           | 1950         | ЛДПМ   | врач, депутат парламента Республики Молдова |
| 58  | Юрий Лянкэ          | Яловены                           | 1963         | ЛДПМ   | дипломат, депутат парламента Республики Молдова                                                                                                 |
| 59  | Валерий Гилецкий    | Кишинёв                           | 1960         | ЛДПМ   | радиоинженер, депутат парламента Республики Молдова                                                                                             |
| 60  | Михаил Шляхтицкий   | Бельцы                            | 1956         | ЛДПМ   | педагог, депутат парламента Республики Молдова                                                                                                  |
| 61  | Ангел Агаке         | Кишинёв                           | 1976         | ЛДПМ   | экономист, депутат парламента Республики Молдова                                                                                                |
| 62  | Александр Чимбричук | Сороки                            | 1968         | ЛДПМ   | юрист, депутат парламента Республики Молдова |
| 63  | Семён Фурдуй        | Кишинёв                           | 1963         | ЛДПМ   | педагог, депутат парламента Республики Молдова                                                                                                  |
| 64  | Вячеслав Ионицэ     | Кишинёв                           | 1973         | ЛДПМ   | экономист, педагог |
| 65  | Валерий Стрелец     | Кишинёв                           | 1970         | ЛДПМ   | юрист, предприниматель |
| 66  | Ион Бутмалай        | Кагул                             | 1964         | ЛДПМ   | юрист, милиционер, государственный деятель |
| 67  | Дорин Киртоакэ      | Кишинёв                           | 1978         | ЛПМ    | юрист, генеральный примар муниципия Кишинёв |
| 68  | Михай Гимпу         | Кишинёв                           | 1951         | ЛПМ    | юрист, депутат парламента Республики Молдова |
| 69  | Анатолий Шалару     | Кишинёв                           | 1962         | ЛПМ    | врач, депутат парламента Республики Молдова |
| 70  | Корина Фусу         | Кишинёв                           | 1959         | ЛПМ    | журналист, депутат парламента Республики Молдова                                                                                                |
| 71  | Вадим Кожокару      | Кишинёв                           | 1961         | ЛПМ    | экономист, депутат парламента Республики Молдова                                                                                                |
| 72  | Анатолий Архире     | Унгены                            | 1956         | ЛПМ    | инженер, вице-председатель Унгенского района |
| 73  | Георгий Брега       | Кишинёв                           | 1951         | ЛПМ    | врач, депутат парламента Республики Молдова |
| 74  | Вадим Вакарчук      | Бельцы                            | 1972         | ЛПМ    | педагог, депутат парламента Республики Молдова                                                                                                  |
| 75  | Олег Бодруг         | Кишинёв                           | 1965         | ЛПМ    | физик, депутат парламента Республики Молдова |
| 76  | Анна Гуцу           | Кишинёв                           | 1962         | ЛПМ    | филолог, депутат парламента Республики Молдова                                                                                                  |
| 77  | Ион Хадыркэ         | Кишинёв                           | 1949         | ЛПМ    | филолог, писатель, член Союза писателей Республики Молдова, депутат парламента Республики Молдова                                               |
| 78  | Валерий Немеренко   | Кишинёв                           | 1959         | ЛПМ    | юрист, претор сектора Буюканы муниципия Кишинёв                                                                                                 |
| 79  | Ион Лупу            | с. Вэрзэрешть, Ниспоренский район | 1963         | ЛПМ    | инженер лесного хозяйства, депутат парламента Республики Молдова                                                                                |
| 80  | Михаил Молдовану    | Кишинёв                           | 1965         | ЛПМ    | врач, депутат парламента Республики Молдова |
| 81  | Борис Виеру         | Кишинёв                           | 1957         | ЛПМ    | филолог, журналист |
| 82  | Мариан Лупу         | Кишинёв                           | 1966         | ДПМ    | экономист, депутат парламента Республики Молдова                                                                                                |
| 83  | Валерий Лазэр       | Кишинёв                           | 1968         | ДПМ    | инженер-механик, предприниматель |
| 84  | Игорь Корман        | Кишинёв                           | 1969         | ДПМ    | историк, дипломат |
| 85  | Андрей Попов        | Кишинёв                           | 1973         | ДПМ    | журналист, дипломат |
| 86  | Аурел Бэйешу        | Кишинёв                           | 1964         | ДПМ    | юрист, преподаватель |
| 87  | Дмитрий Дьяков      | Кишинёв                           | 1952         | ДПМ    | журналист, политический деятель |
| 88  | Олег Серебрян       | Кишинёв                           | 1969         | ДПМ    | историк, политолог |
| 89  | Александр Стояногло | Кишинёв                           | 1967         | ДПМ    | юрист, адвокат |
| 90  | Марчел Рэдукан      | Кишинёв                           | 1967         | ДПМ    | инженер, преподаватель |
| 91  | Валерий Гума        | Кишинёв                           | 1964         | ДПМ    | инженер-экономист |
| 92  | Анатолий Гилаш      | Кодру, Кишинёв                    | 1957         | ДПМ    | инженер-конструктор, политический деятель |
| 93  | Валентина Булига    | Кишинёв                           | 1961         | ДПМ    | фармацевт, политический деятель |
| 94  | Стелла Жантуан      | Кишинёв                           | 1966         | ДПМ    | историк, социолог |
| 95  | Серафим Урекян      | Кишинёв                           | 1950         | АНМ    | инженер-строитель, депутат парламента Республики Молдова                                                                                        |
| 96  | Вячеслав Унтилэ     | Кишинёв                           | 1956         | АНМ    | инженер-механик, депутат парламента Республики Молдова                                                                                          |
| 97  | Ион Плешка          | Кишинёв                           | 1957         | АНМ    | юрист, депутат парламента Республики Молдова |
| 98  | Леонид Бужор        | Кишинёв                           | 1955         | АНМ    | историк, депутат парламента Республики Молдова                                                                                                  |
| 99  | Василий Балан       | Кишинёв                           | 1950         | АНМ    | филолог, депутат парламента Республики Молдова                                                                                                  |
| 100 | Юрий Колесник       | Кишинёв                           | 1955         | АНМ    | инженер-механик, депутат парламента Республики Молдова                                                                                          |
| 101 | Вячеслав Платон     | Кишинёв                           | 1973         | АНМ    | юрист, депутат парламента Республики Молдова |

## Изменения в депутатском корпусе
- Дорин Киртоакэ (ЛПМ) → отставка в связи с продолжением полномочий Генерального примара муниципия Кишинёв, мандат передан Валерию Мунтяну[2][3][4]
- Ион Лупу (ЛПМ) → отставка в связи с назначением директором Агентства «Apele Moldovei», мандат передан Иону Апостолу[5][6][7][8]
- Анатолий Шалару (ЛПМ) → отставка в связи с назначением министром транспорта и дорожной инфраструктуры Республики Молдова, мандат передан Михаилу Кырлигу[6][9][10][11]
- Михаил Кырлиг (ЛПМ) → отставка в связи с продолжением полномочий претора сектора Рышканы муниципия Кишинёв, мандат передан Анне Василаки[12][13]
- Михаил Молдовану (ЛПМ) → отставка в связи с назначением директором Департамента здравоохранения муниципального совета Кишинёва, мандат передан Штефану Урыту[12][13]
- Андрей Попов (ДПМ) → отставка в связи с назначением заместителем министра иностранных дел и европейской интеграции Республики Молдова, мандат передан Олегу Сырбе[14][15][16][17]
- Валентина Булига (ДПМ) → отставка в связи с назначением министром труда, социальной защиты и семьи Республики Молдова, мандат передан Оазу Нантою[6][7][8][18]
- Валерий Лазэр (ДПМ) → отставка в связи с назначением вице-премьер-министром и министром экономики Республики Молдова, мандат передан Георгию Арпентину[6][7][8]
- Марчел Рэдукан (ДПМ) → отставка в связи с назначением министром регионального строительства и развития Республики Молдова, мандат передан Валентине Стратан[6][7][8]
- Олег Серебрян (ДПМ) → отставка в связи с назначением послом Республики Молдова во Французской Республике, мандат передан Владимиру Ротару[12][13][19][20]
- Владимир Филат (ЛДПМ) → отставка в связи с назначением премьер-министром Республики Молдова, мандат передан Ивану Ионашу[6][7][8]
- Владимир Хотиняну (ЛДПМ) → отставка в связи с назначением министром здравоохранения Республики Молдова, мандат передан Геннадию Чобану[6][7][8]
- Юрий Лянкэ (ЛДПМ) → отставка в связи с назначением вице-премьер-министром и министром иностранных дел и европейской интеграции Республики Молдова, мандат передан Николаю Олару[6][7][8]
- Александр Тэнасе (ЛДПМ) → отставка в связи с назначением министром юстиции Республики Молдова, мандат передан Тудору Делиу[6][10][11]
- Виталий Нагачевский (ЛДПМ) → отставка по собственному желанию, мандат передан Григорию Кобзаку[12][13]
- Леонид Бужор (АНМ) → отставка в связи с назначением министром образования Республики Молдова, мандат передан Валентину Кептени[6][7][8]

## Новые депутаты
| №  | Фамилия, Имя      | Место жительства               | Год рождения | Партия | Деятельность                                                 |
| 1  | Олег Сырбу        | Единец                         | 1967         | ДПМ    | агроном, предприниматель                                     |
| 2  | Оазу Нантой       | Кишинёв                        | 1948         | ДПМ    | инженер, муниципальный советник Кишинёва                     |
| 3  | Георгий Арпентин  | Кишинёв                        | 1961         | ДПМ    | винодел, предприниматель                                     |
| 4  | Валентина Стратан | Кишинёв                        | 1962         | ДПМ    | фельдшер-санитар, политический деятель                       |
| 5  | Владимир Ротару   | с. Клишово, Оргеевский район   | 1959         | ДПМ    | инженер-механик, вице-председатель Оргеевского района        |
| 6  | Валерий Мунтяну   | с. Флорены, Новоаненский район | 1980         | ЛПМ    | юрист, примар села Флорены                                   |
| 7  | Ион Апостол       | Кишинёв                        | 1962         | ЛПМ    | преподаватель, предприниматель                               |
| 8  | Михаил Кырлиг     | Кишинёв                        | 1967         | ЛПМ    | врач, государственный деятель                                |
| 9  | Анна Василаки     | Кишинёв                        | 1970         | ЛПМ    | юрист, государственный деятель                               |
| 10 | Штефан Урыту      | Кишинёв                        | 1951         | ЛПМ    | физик, преподаватель                                         |
| 11 | Иван Ионаш        | Кишинёв                        | 1956         | ЛДПМ   | инженер-конструктор, советник Кантемирского районного совета |
| 12 | Николай Олару     | с. Сырково, Резинский район    | 1958         | ЛДПМ   | историк, предприниматель                                     |
| 13 | Геннадий Чобану   | Кишинёв                        | 1957         | ЛДПМ   | композитор, преподаватель                                    |
| 14 | Тудор Делиу       | Кишинёв                        | 1955         | ЛДПМ   | филолог, юрист                                               |
| 15 | Григорий Кобзак   | Хынчешты                       | 1959         | ЛДПМ   | инженер-строитель, государственный деятель                   |
| 16 | Валентин Кептень  | Кишинёв                        | 1973         | АНМ    | менеджер, предприниматель                                    |

## Изменение партийной принадлежности
- Людмила Бельченкова, Валентин Гузнак, Виктор Степанюк, Владимир Цуркан, Светлана Русу: ПКРМ → неприсоединившиеся
- Юрий Колесник, Вячеслав Унтилэ: АНМ → неприсоединившиеся